# Sittelle indienne
Sitta castanea
Espèce
Synonymes
- Sitta castaneoventris Franklin, 1831

Statut de conservation UICN

 LC  : Préoccupation mineure
La Sittelle indienne (Sitta castanea) est une espèce d'oiseaux de la famille des Sittidae.

## Répartition
Cette espèce est endémique d'Inde.

## Taxinomie
Sitta castanea était auparavant un complexe d'espèces, mais les travaux de Rasmussen & Anderton (2005) ont amené à sa résolution, avec sa division en trois espèces. Sont séparées les espèces Sitta cinnamoventris (Sittelle de Blyth) et Sitta neglecta (Sittelle d'Indochine). Quand ces espèces étaient réunies en un seul et même taxon, il était connu sous le nom normalisé CINFO de Sittelle à ventre marron.

### Liste des sous-espèces
Selon le Congrès ornithologique international et Alan P. Peterson il existe deux sous-espèces :
- S. c. castanea Lesson, 1830 du Nord et centre de l'Inde ;
- S. c. prateri Whistler & Kinnear, 1932 de l'Est de l'Inde.